# Ginástica nos Jogos Pan-Americanos de 1979
A ginástica nos Jogos Pan-americanos de 1979 foi realizada na cidade de San Juan, Porto Rico.

## Eventos
- Individual geral masculino
- Solo masculino
- Barra fixa
- Barras paralelas
- Cavalo com alças
- Argolas
- Salto sobre a mesa masculino
- Individual geral feminino
- Salto sobre a mesa feminino
- Barras assimétricas
- Trave
- Solo feminino

## Medalhistas
Masculino
| Evento           | Ouro                                                                                         | Prata                                                                                      | Bronze |
| Equipe           | Cuba Casimiro Suárez Jorge Roche Enrique Bravo Roberto Richard Adolfo Fernández Mario Castro | Canadá Warren Long Joan Choquette Mark Epprecht Nigel Rothwell Pierre Clavel Owen Walstrom | Brasil Helio de Araújo João Luiz Ribeiro Reinaldo Ferreira Mario Albuquerque Altair Rodrigues João Tavares |
| Individual geral | Casimiro Suárez                                                                              | Jorge Roche                                                                                | Enrique Bravo Warren Long                                                                                  |
| Argolas          | Jorge Roche                                                                                  | Mario Castro                                                                               | Jeffrey LaFleur                                                                                            |
| Barra fixa       | Jorge Roche                                                                                  | Roberto Richard                                                                            | Warren Long                                                                                                |
| Barras paralelas | Roberto Richard                                                                              | Daniel Muenz                                                                               | Enrique Bravo                                                                                              |
| Cavalo com alças | Roberto Richard                                                                              | Enrique Bravo                                                                              | Joan Choquette                                                                                             |
| Saltoa           | Casimiro Suárez                                                                              | Warren Long                                                                                | Ricardo Mazabel Lazo                                                                                       |
| Solo             | Casimiro Suárez                                                                              | Warren Long                                                                                | Jorge Roche                                                                                                |

Feminino
| Evento               | Ouro | Prata | Bronze |
| Equipe               | Canadá Monica Goermann Elfi Schlegal Sherry Hawco Diana Carnegie Ellen Stewart Carmen Alie Shannon Fleming | Cuba Tania González Elsa Chivas Orisel Martínez Vicenta Cruzata Zulma Rodríguez Anet Rubido Ileana Pérez | Méxicoa Esther Thomas Gabriela Apellaniz Michelle Popoff Olga Brito Estela de la Torre Patricia Garcia Yeini Gutiérrez |
| Individual geral     | Monica Goermann                                                                                            | Jeanine Creek                                                                                            | Elfi Schlegal |
| Barras assimétricasa | Monica Goermann                                                                                            | Elfi Schlegal Tania González                                                                             | Não houve |
| Salto                | Jackie Cassello                                                                                            | Elfi Schlegal                                                                                            | Elsa Chivas Tania González                                                                                             |
| Soloa                | Jeanine Creek                                                                                              | Heidi Anderson Monica Goermann                                                                           | Não houve |
| Trave                | Sherry Hawco                                                                                               | Jackie Cassello                                                                                          | Elsa Chivas Monica Goermann                                                                                            |

- ↑a  Diversas fontes creditam a medalha de bronze na competição feminina à seleção brasileira. Tal informação é equivocada, como comprovado nos livros de Olderr (2009) e Cunha (2009), e também em uma matéria no Jornal do Brasil em 6 de julho de 1979.[2][3][4] As mesmas fontes também desconsideram os empates na segunda posição nas provas de barras assimétricas e solo feminino. Conforme os autores anteriormente mencionados expõem em seus livros, os empates aconteceram; tal fato também é corroborado por uma notícia de 1979 no Jornal dos Sports.[5] Por fim, outro erro comum encontrado em várias fontes é creditar a medalha de bronze no salto masculino a Porto Rico; o ginasta Ricardo Mazabel é, de fato, peruano.[6]

## Quadro de medalhas
| Ordem | País           | Medalha de ouro | Medalha de prata | Medalha de bronze |    |
| ----- | -------------- | --------------- | ---------------- | ----------------- | -- |
| 1     | Cuba           | 8               | 6                | 6                 | 20 |
| 2     | Canadá         | 4               | 6                | 5                 | 14 |
| 3     | Estados Unidos | 2               | 4                | 1                 | 7  |
| 4     | Brasil         | 0               | 0                | 1                 | 1  |
| 4     | México         | 0               | 0                | 1                 | 1  |
| 4     | Peru           | 0               | 0                | 1                 | 1  |
| TOTAL | TOTAL          | 14              | 16               | 15                | 45 |